# Dicronocephalus wallichii
Dicronocephalus wallichii (лат.) — вид жуков из подсемейства бронзовки в составе семейства пластинчатоусых.
Видовое название дано в честь известного хирурга и ботаника первой половины XIX века — Натаниэла Валлиха (Уоллиха).

## Описание
Длина тела самцов 26—35 мм, самок — 22—26 мм. Тело жуков широкое, несколько удлинённое, не сильно выпуклое сверху, кзади несколько суженное. Тело покрыто очень густым, целиком скрывающим основной фон желтовато-оливковым налётом. Голова сверху, за исключением пятен и полосок около внутренних краев глаз, без налёта. Также без налёта тонкая кайма по краям переднеспинки, надкрылий, пятна и полоски на плечевых буграх надкрылий. Половой диморфизм сильно выражен. Голова самцов большая, широкая, у самок — меньше и уже. На голове у самца имеется 2 длинных отростка в виде рогов, развитие которых может сильно варьировать — могут быть длиннорогие и короткорогие особи. Данные выросты у основания расходятся полукругами, затем идут параллельно, будучи направленными прямо вперед. В боковой проекции выросты направлены более или менее прямо вперед, а около вершины загнуты вверх и здесь оканчиваются двумя зубцами. Голова самки без отростков, с сильно закругленными боками. Переднеспинка самца является умеренно выпуклой, с угловато закругленными боковыми краями и неглубокими выемками на заднем крае. На надкрыльях имеется V-образное пятно на плечевом бугре и запятовидный штрих, а также небольшое кругловатое чёрного цвета пятнышко. Бедра сверху и снизу с желтовато-оливковым пятном. У самок средний зубец передних голеней приближен к вершинному зубцу. Средние и задние голени на наружном крае без зубцов. У самки передние голени гораздо короче, чем у самца, более широкие.

## Ареал
Северная Индия (Сикким, Бутан), Непал, далее вплоть до северного Китая.

## Биология
Образ жизни исследован мало. Жуки встречаются относительно нечасто. Связаны с древесной растительностью.